# Понтони IV (Кампобасо)
Понтони IV је насеље у Италији у округу Кампобасо, региону Молизе.
Према процени из 2011. у насељу је живело 17 становника. Насеље се налази на надморској висини од 668 м.